# 278197 Touvron
278197 Touvron este un asteroid din centura principală de asteroizi.

## Descriere
278197 Touvron este un asteroid din centura principală de asteroizi. A fost descoperit pe 9 martie 2007 la Nogales de Jean-Claude Merlin. Asteroidul prezintă o orbită caracterizată de o semiaxă mare de 3,06 ua, o excentricitate de 0,08 și o înclinație de 9,5° în raport cu ecliptica.